# Bernhard Moßdorf
Bernhard Moßdorf (* 16. Januar 1802 in Dresden; † 14. November 1833 auf der Festung Königstein) war ein deutscher Jurist. Er verfasste 1831 den ersten Entwurf einer repräsentativen Verfassung für Sachsen unter dem Titel Constitution, wie sie das sächsische Volk wünscht.

## Leben
Bernhard Moßdorf wurde 1802 in Dresden geboren. Sein Vater war der Hof- und Justizsekretär Friedrich Moßdorf (* 2. März 1757 in Eckartsberga; † 16. März 1843 in Dresden), ein Freimaurer; der später geadelte, ehemalige Jakobiner August Moßdorff (1758–1843) dessen Bruder.
Bernhard Moßdorf studierte an der Universität Leipzig Rechtswissenschaften. Da die damals demokratisch gesinnten Burschenschaften auf Initiative des Deutschen Bundes aufgelöst wurden, schloss er sich der landsmannschaftlichen Verbindung Mondanea an. In der Verbindung wurde die Auffassung vertreten, dass mit den Fürsten des Deutschen Bundes kein Konsens über eine staatsbürgerliche Verfassung mehr erzielt werden könnte, und dass ein gewaltsamer Umsturz erfolgen müsse. Im Jahr 1821 nahm Moßdorf als einer von 324 namentlich bekannten Kämpfern am griechischen Befreiungskampf gegen das Osmanische Reich teil.
Angeregt durch die französische Julirevolution von 1830 zogen am 4. September 1830 von Hunger und Arbeitslosigkeit getriebene Arbeiter, Gesellen, Tagelöhner, Dienstleute und Studenten durch Leipzig und erzwangen den Rücktritt eines Polizeipräsidenten. Am 9. September stürmte in Dresden eine mehrere Tausend Menschen umfassende Volksmenge das Rathaus und zerstörte das Polizeiamt bis auf die Grundmauern. Dieser Bewegung schlossen sich neben Gutsuntertanen und Heimwerkern in der Lausitz Teile des Besitzbürgertums an. Bürgertum und Adel forderten eine liberale Verfassung. König Anton und sein Mitregent Prinz Friedrich August ernannten Bernhard von Lindenau mit diesem Auftrag zum Kabinettsminister.
Im Vorgriff auf eine Städteordnung und eine Gesamtverfassung wurden den großbürgerlichen Schichten in Leipzig und Dresden Wahlen zu den Stadtverordnetenversammlungen gewährt. Die kleinbürgerlichen und werktätigen Schichten durften nicht an den Wahlen teilnehmen und organisierten sich zu Beginn des Jahres 1831 im Bürgerverein von Dresden. Im September 1830 erhielt der Geheime Rat des Königreichs Sachsen, ein Kollegialorgan der inneren Verwaltung, den Auftrag, einen Entwurf über die Umgestaltung der landständischen Verfassung zu fertigen. Mit der Ausarbeitung des Entwurfs wurde der Wirkliche Geheime Rat Hans Georg von Carlowitz beauftragt. Carlowitz stützte sich auf die ständische Verfassung des Königreichs Württemberg vom 25. September 1819. Mit einer öffentlichen Bekanntmachung vom 5. Oktober 1830 kündigte die neue Regierung eine tiefgreifende Veränderung in Verfassung und Verwaltung des Landes an. Ein weiterer Entwurf stammte von Bernhard von Lindenau persönlich, der sich an die badische Verfassung vom 22. August 1818 anlehnte. Diesem folgte der Geheime Rat und legte seinen Entwurf am 1. März 1831 den Ständen zur Beratung vor.
Die lange Dauer der nicht öffentlichen Beratung erweckte den Eindruck der Untätigkeit. Dies veranlasste den Dresdner Bürgerverein, den Rechtsanwalt Bernhard Moßdorf einen Entwurf ausarbeiten zu lassen, den dieser in Anlehnung an die belgische Verfassung vom 7. Februar 1831 erstellte. Zweitausend Exemplare wurden ohne die vorgeschriebene vorherige Genehmigung gedruckt. Am 6. April 1831 verbot der Stadtrat den Bürgerverein. Dennoch versammelte sich der Bürgerverein am 15. April im Kaffeehaus Kreutz. Der Verfassungsentwurf Moßdorfs wurde unter Beifall verlesen. Am Abend des 17. April wurden Moßdorf und der Mitorganisator des Bürgervereins, Heinrich Ludwig Anton Bertholdy verhaftet. Bertholdy betrieb mit seinen Geschwistern am Weißeritzmühlgraben die von seinem Vater, dem Hofschauspieler Antonio Bertoldi gegründete Nudelmühle.
Der Verfassungsentwurf Moßdorfs sah viele Regelungen vor, die den Verfassungsregeln des Deutschen Bundes widersprachen, und eine Bundesexekution nach sich gezogen hätten. Bernhard von Lindenau erkannte die Popularität des Moßdorfschen Entwurfs und die damit verbundene Gefahr für den Fortbestand des spätfeudalistischen Staatswesens: „Die Sache steht auf der Spitze, und es muss sich im Laufe des nächsten Monats entscheiden, ob die feste Ordnung wiederkehrt oder eine Pöbelherrschaft an deren Stelle tritt.“ Der österreichische Botschafter Graf Colloredo hielt den Moßdorfschen Entwurf für eine Utopie einer politischen Einigung Deutschlands, die freilich an Boden gewinne. Preußen erhalte dadurch die Möglichkeit, sich das nach dem Wiener Kongress noch als Rumpfstaat verbliebene Sachsen gänzlich einzuverleiben.
Moßdorf und Bertholdy wurden als Haupträdelsführer zu 15 Jahren Festungshaft verurteilt und am 2. September 1831 auf die Festung Königstein verbracht. Am 4. September 1831 übergab der König die ständische Verfassung Lindenaus an die Stände und setzte sie dadurch in Kraft. Bernhard Moßdorf verstarb am 14. November 1833 auf dem Königstein mit 31 Jahren kurz nach seinem Freund Bertholdy. Als Ursache wurde Selbstmord angegeben. Es gibt in Sachsen keine Straße oder Gedenktafel, die an Moßdorf oder Bertholdy erinnert. Hingegen wurde nach Bernhard von Lindenau ein Platz vor dem Landtag in Dresden benannt. Im Jahr 2007 erhielt die ehemalige 49. Oberschule „Juri Gagarin“ den Namen 49. Grundschule „Bernhard von Lindenau“.

## Moßdorfs Werk:Constitution, wie sie das sächsische Volk wünscht

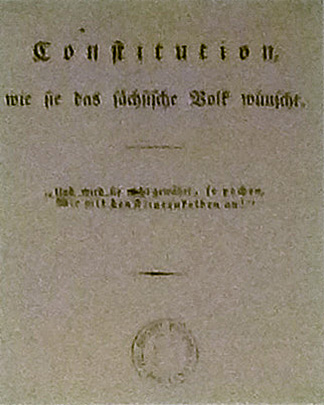
Titelblatt des Druckexemplars der Constitution

Moßdorf strebte ein Ausscheiden Sachsens aus dem Fünf-Mächte-System des Wiener Kongresses an, und ein Ausscheiden aus dem Deutschen Bund. Das Königreich Sachsen sollte aufhören, ein besonderer Staat zu sein, sobald Deutschland sich zu einem Staate vereinigt. Einen Einheitsstaat lehnte die Bundesakte ab, es sollte bei einem Bund souveräner Fürsten bleiben. Nach der Constitution, wie sie das sächsische Volk wünscht verwirft das sächsische Volk dagegen alle Bundesbeschlüsse und neuen Bundesbeschlüssen darf der König nur mit Zustimmung der gesetzgebenden Kammer beitreten. Die ständische Verfassung bekannte sich uneingeschränkt zum Deutschen Bund.
Moßdorf sah vor, dass der Adel mitsamt seinen Benennungen und Berechtigungen, wie Lehensträgerschaft, Grundherrschaft, Ortsherrschaft, Leibherrschaft, Frondienstberechtigungen und Mahlberechtigungen aufgehoben werden solle. Der Deutsche Bund verlangte dagegen von seinen Einzelstaaten, dass fürstliche und gräfliche Häuser als Hochadel verbleiben, erste Standesherren ihres jeweiligen Staates bleiben und auch die privilegierteste Klasse ihres Staates im Hinblick auf Steuer- und Militärpflicht bleiben. Die ständische Verfassung setzte die Verschiedenheit von Stand und Geburt voraus und nahm an den Adelsrechten keine Veränderung vor.
Moßdorf sah eine Verfassung vor, in der grundsätzlich das gesamte Volk in einer gesetzgebenden Kammer vertreten wird. Wähler sollte jeder Staatsbürger sein, der über 25 Jahre alt war. Für eine wesentliche Verkleinerung des Stimmvolkes sorgte die Einschränkung, dass vom Wahlrecht ausgeschlossen war, wer keine direkten Steuern zahlte und in Lohndiensten stand.
Der Deutsche Bund erlaubte in den Bundesstaaten nur landständische Verfassungen und die souveräne Staatsgewalt musste nach außen wie nach innen im Fürsten vereinigt bleiben. Die Regierungsform in Sachsen war demnach monarchisch, die Verfassung war landständisch und Adelsvorrechte blieben bestehen. Die landständische Verfassung durfte der Bund durch eigene Eingriffe in die Bundesstaaten selbst aufrechterhalten. Allerdings durften Bürgerliche gleich wie im Moßdorfschen Entwurf auch unter der landständischen Verfassung an der staatlichen Verwaltung der Bundesstaaten mitwirken.
Im Moßdorfschen Verfassungsentwurf war die Pressefreiheit mit dem Satz: „Die Presse ist frei“ gewährleistet. In der Lindenauschen Verfassung war die Pressefreiheit ebenfalls vorgesehen, allerdings mit der wesentlichen Einschränkung, dass die Gesetze des Deutschen Bundes zu berücksichtigen sind, die die Bundesfürsten dem Staatenbund über seine grundsätzlich eingeschränkte Kompetenz hinaus vorbehalten hatten.
Ähnlich geregelt waren im Moßdorfschen Entwurf und in der Lindenauschen Verfassung die Verantwortlichkeit der Regierung: Die Minister zeichnen die Verfügungen des Königs mit, und werden dadurch gegenüber der gesetzgebenden Kammer oder gegenüber den Ständen verantwortlich.
Die Justiz geht im Moßdorfschen Entwurf nur vom Staate aus und die Patrimonialgerichtsbarkeit wird aufgehoben. In der landständischen Verfassung bleibt die Patrimonialgerichtsbarkeit erhalten, wird aber in einen Instanzenzug eingegliedert, und die richterliche Unabhängigkeit wird garantiert.

## Schriften
- Constitution, wie sie das sächsische Volk wünscht, Dresden 1831. Digitalisat der Sächsischen Landes- und Universitätsbibliothek.